# Cajicá
Cajicá – miasto w Kolumbii, w departamencie Cundinamarca.